# Tony Wiklander
Tony Göte Sigfrid Wiklander, ursprungligen Molin, född 3 juni 1939 i Mölndal, är en svensk politiker (sverigedemokrat) och tidigare riksdagsledamot för Sverigedemokraterna 2010–2018.
Tony Wiklander har tidigare varit aktiv i Socialdemokraterna, Vänsterpartiet, Framstegspartiet (ordförande) och Skånes Väl (ordförande) samt varit fullmäktigeledamot i Åstorps kommun för Kommunens framtid. Hösten 2004 skedde en brytning inom Kommunens framtid, varpå Wiklander tillsammans med Rolf Ottosson bildade det nya partiet Kommunal Demokrati, som i fullmäktige populärt kallades "Streckpartiet" då varken Wiklander eller Ottosson fick använda sin partibeteckning i officiella dokument. Sedan 2004 är Wiklander medlem i Sverigedemokraterna. Han blev samma år ledamot i partistyrelsen, vilket han var till 2015. Han var 2005–2006 förste vice partiordförande.
I riksdagsvalet 2010 kandiderade Wiklander på plats nummer 19 på Sverigedemokraternas riksdagslista  och blev invald i riksdagen. I riksdagen var han ledamot i Trafikutskottet (2010–2014 och 2015–2018) samt Konstitutionsutskottet (2014–2015). Inför valet 2018 fick han inte förnyat förtroende från partiets valberedning.